# ウィン・バトラー
ウィン・バトラー（Win Butler、本名Edwin Farnham Butler III、1980年4月14日生まれ）は、カナダのロック・バンド、アーケイド・ファイアの創設メンバーの一人である。
メインボーカルだけでなく、ギターやベースなども担当する。楽曲製作過程においても作詞作曲の多くを手がけ、実質的にはバンドの中心人物、リーダーとしての役割を果たしている（ウィン本人は、「身分階層的だ」としてリーダーと呼ばれるのを忌避しており、またバンドの楽曲クレジットも全てWritten by The Arcade Fireとなっている）。同じくバンドの創設メンバーであり、メインソングライターでもあるレジーヌ･シャサーニュとは、2003年に結婚した実の夫婦でもある。声優のカム・クラークは、遠縁にあたる。
ピクシーズ、ニュー・オーダーやザ・キュアーを好んで聴いており、このオルタナティブ・ロック志向がバンドの音楽性の骨子となっている。その一方で、祖父はジャズ･ギタリストのアルヴィノ・レイ、祖母や母親も音楽活動の経験があるという家庭環境に育っており、またパートナーであるレジーヌがジャズやクラシック音楽を好んでいるという点も、ウィンとバンドの音楽性に多様な影響を与えている。
出生はアメリカ合衆国、テキサス州。15歳でフィリップス・エクセター・アカデミーへ入学し、この時点では映画製作が将来の目標だったようである。その後、サラ・ローレンス大学でクリエイティブ・ライティングや写真撮影の分野を学んだが、1年で大学を離れ2001年にカナダへ移住、マギル大学へ入学した。
好きな作家にはジョージ・オーウェルやフョードル・ドストエフスキーを挙げている。

## その他
ステージでは、他メンバーと共に力強いパフォーマンスを披露するウィンではあるが、ステージ外でのショーマンシップの発揮は好まず、いわゆるロック・スター的な振る舞いには懐疑的な立場を取っている。NME誌に、U2やオアシス他著名ミュージシャンの商業主義的側面を非難するウィンのインタビュー記事が掲載されたこともあるが、後に公式サイトにて「NMEに掲載された記事は全体的な文脈を欠いたものであり、自分はマーケティングの全てを非難したいわけではない」旨のコメントを寄せている。その際には、ジョージ・オーウェルの著作から一節を引用している。「いかなる著作物も政治的バイアスから全くの無関係ではいられない。芸術は政治に関わるべきでないという主張は既にそれ自体政治的である（No book is genuinely free from political bias. The opinion that art should have nothing to do with politics is itself a political attitude.）」